# Sęp (bojówka)

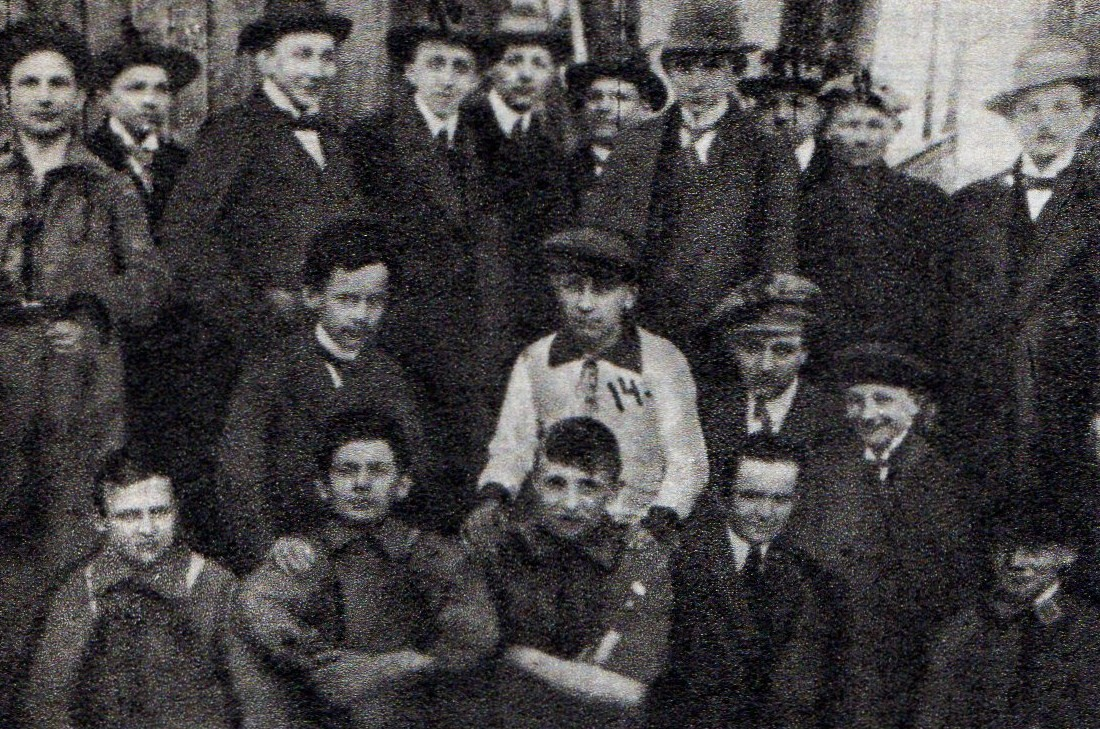
Zdjęcie z 1914

Sęp – polska, tajna bojówka skautowa, działająca w Poznaniu w 1914. 
Organizacja powstała w drugiej połowie 1914 (być może przygotowania prowadzono już w 1913) z inicjatywy działacza niepodległościowego i skautowego Wincentego Wierzejewskiego. Z założenia miała być zaczątkiem większej, paramilitarnej organizacji, a nie tylko strukturą lokalną. Celem jej działania była zbrojna walka o niepodległość Polski, a w jej skład wchodzili wyłącznie starsi i bardziej zaufani skauci. Dążenie niepodległościowe miało być realizowane poprzez ćwiczenia przysposobienia obronnego, organizację marszów i demonstracji, a także wspieranie i propagowanie dezercji z armii pruskiej. Założenia mówiły, że organizacja składać się miała z dziesiątek, na których czele stali dziesiętnicy oraz setek z setnikami na czele. W praktyce "dziesiątki" składały się często z mniejszej liczby członków, którzy znali wyłącznie własnego dziesiętnika (zmniejszona liczba członków "dziesiątek" była krokiem w stronę umożliwienia w odpowiednim momencie szybkiego rozrostu struktury, poprzez dopełnianie oddziałów).  Komendantem Sępa został Wincenty Wierzejewski, a setnikiem organizacji i dziesiętnikiem pierwszej utworzonej bojówki - Bohdan Szeffer. Mimo szerokich założeń organizacja została szybko rozpracowana przez pruską policję i zlikwidowana, za co odpowiedzialność ponosił gorliwy, ale niezdyscyplinowany bojówkarz-indywidualista Stanisław Nogaj. Powyższe doprowadziło do dążeń władz niemieckich, aby polski ruch skautowy połączyć z niemieckim.
Oprócz Sępa działała jeszcze w Poznaniu druga podobna organizacja o nazwie Orzeł.